# Zygi
Zygi (en griego: Ζύγι; en turco: Terazi) es un pequeño pueblo en la costa sur de Chipre, entre Limasol y Lárnaca. Antes de la invasión turca de 1974, Zygi tenía una población mixta griego-turco chipriota.

## Geografía
La comunidad de Zygi está situada en la costa sur de Chipre, a unos 40 kilómetros al sureste de la ciudad de Lárnaca. Está más o menos en medio de las tres grandes ciudades, Nicosia, Limasol y Lárnaca. Zygi es la única comunidad de Chipre construida en la playa y tiene una altura de 8 metros sobre el nivel del mar.
El pueblo recibe una precipitación media anual de alrededor de 380 milímetros; se cultivan en la zona principalmente verduras, legumbres, semillas forrajeras, limoneros y cereales. También hay viveros de plantas. La estación experimental del Instituto de Investigaciones Agropecuarias también opera en el área de Zygi.

## Población
Zygi no está incluida en el primer censo que se hizo por los británicos en 1881. En el segundo censo, realizado en 1891, los habitantes de la aldea eran solo 15. En 1901, los habitantes aumentaron a 65, solo para disminuir a 45 en 1911 y a 33 en 1921. Un gran aumento de la población se produjo en 1931, cuando los habitantes llegan hasta 186, disminuyendo a 98 en 1946. En 1960, los habitantes de la aldea eran 171, de los cuales 87 eran grecochipriotas y 84 turcochipriotas. Después de la invasión turca de 1974, refugiados de la parte norte de la isla se asentaron aquí. Los refugiados llegaron de varias regiones de las zonas ocupadas. En 1981 los habitantes de Zygi eran 381. En el último censo de 2011, los habitantes censados eran 589.

## Historia
Al ser un asentamiento creado recientemente el pueblo no está señalado en los mapas antiguos, sin embargo, según la tradición había una localidad con el nombre de Agia Eleni (Santa Elena) durante la época bizantina. La región del pueblo en la que desemboca el río Vasillikos se asocia con Santa Elena, madre de Constantino el Grande, que según la tradición después de su exitosa misión en Jerusalén donde encontró la Santa Cruz, llegó a la zona de Zygi en su segunda visita a Chipre.
El pueblo, al menos en su forma actual, comenzó a ser construido en los primeros años de la dominación británica, una época en que se construyeron los almacenes de algarrobas, cuya exportación comenzó desde aquí. El cultivo de las algarrobas era muy importante en los alrededores. Casi toda la producción de Lárnaca y también de Limasol se reunía en Zygi y se almacenaba en los grandes almacenes hechos de piedra. Posteriormente las algarrobas se molían en los molinos y desde allí, a través del puerto, eran cargadas en buques destinadas a la exportación.

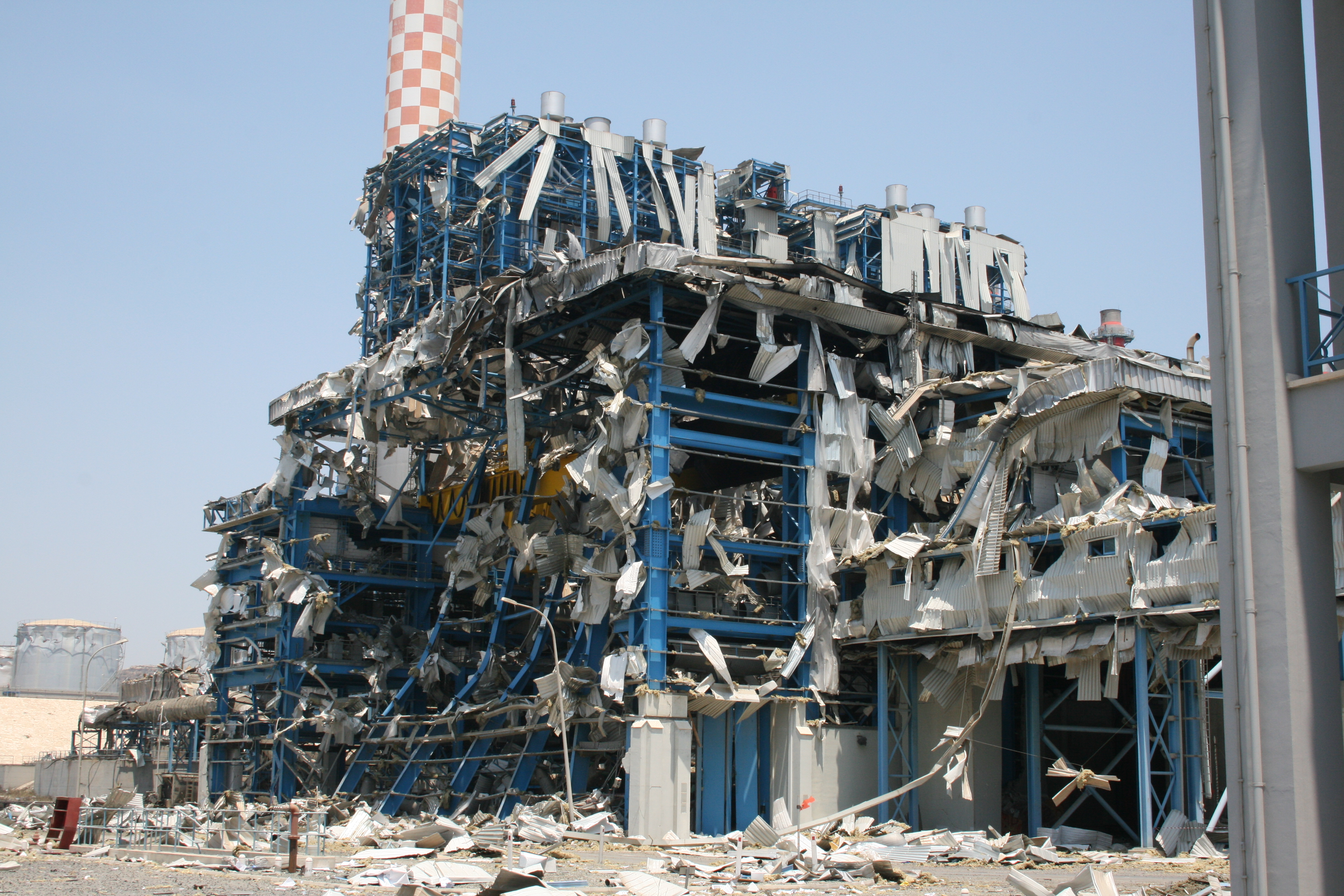
Explosión en la Base Naval cercana a Zygi

Los grandes almacenes hechos de piedra así como el muelle para la carga de los barcos, todavía existen hoy y dominan la zona central y costera de la localidad. En esa época las algarrobas fueron la principal fuente de ingresos de la población rural y se las conoció acertadamente como el "Oro Negro" de Chipre. El declive que siguió del comercio de estas también trajo el declive al pueblo.
El nombre Zygi le viene al pueblo debido al hecho de que desde aquí se exportaban las algarrobas y los agricultores las traían para ser pesadas (zygizo = pesar) y depositadas en los almacenes.
La explosión en la Base Naval Evangelos Florakis, el 11 de julio de 2011 dañó todas las casas del pueblo.

## Economía
Solo una empresa de recogida y tratamiento de algarrobas opera en la localidad hoy en día, que además de estas almacena y promueve los cereales y las almendras de una amplia zona.
Zygi durante los últimos años ha comenzado a desarrollarse de manera acelerada como un complejo de turismo costero. El aire puro del mar, así como el hermoso entorno natural de la región ofrece una salida para la presión y el estrés de los grandes centros urbanos. Varios complejos de apartamentos y casas así como carreteras se han construido y los servicios y los proyectos de infraestructura se han ampliado con el fin de servir tanto a los habitantes permanentes como a los visitantes de la región.
Hay muchos pescadores profesionales en el pueblo así como muchos aficionados. Las grandes cantidades de pescado son compradas por los restaurantes de marisco que operan en la localidad, mientras que el superávit se canaliza hacia el mercado interno.

## Iglesias
- Iglesia de Agios Eracledios (άγιος ηρακλείδιος): Se encuentra en el límite sur de la comunidad, junto a la carretera que conduce a Maroni. Su fecha de construcción no ha sido comprobada. Una versión indica que fue construida alrededor de 1800 sobre un túmulo en un área vecina y cuando se derrumbó, por razones desconocidas, fue construida de nuevo en su ubicación actual por Tofalles Michaelas de Psematismenos. Otra versión menciona que fue construida por inmigrantes de Asia Menor que se habían establecido en la zona. Las tumbas encontradas en el cementerio cercano refuerzan esta versión. Ha sido rehabilitada recientemente.
- Iglesia de Apostolos Varnavas (απόστολος βαρνάβας): Construida después de la invasión turca de 1974, cuando llegaron los refugiados y fueron ubicados casi en el centro de la localidad. Su construcción comenzó en 1985 y terminó en 1986. El estado expropió los terrenos y el principal donante para la construcción de la iglesia fue Hadji-Varnavas Tochnites y así fue dedicada al Apóstol Bernabé. La iglesia fue terminada a través de la recaudación de fondos y donaciones de los fieles.[5]

## Monumento a los héroes
Un monumento fue construido en el Parque Comunitario en honor del héroe Georgios Koumparis, que fue asesinado mientras combatía contra la invasión turca.
En el día de la invasión, participó en la batalla de Famagusta y fue asesinado por la bala de un francotirador mientras luchaba, cuando trataba de arriar la bandera de Turquía que había sido izada en el Liceo turco.
Se trata de una placa de mármol con una inscripción grabada. El monumento fue construido en 2004 por el Consejo de la Comunidad de Zygi en colaboración con la familia del héroe.